# Orkan Karla
Orkan Karla und Orkan Lotte zogen Silvester 2006/07 über den Norden Mitteleuropas und richteten einige Schäden an.

## Meteorologie
Bei den Stürmen handelte sich um eine Serie von Randtiefs, die von einem mächtigen Islandtief Henriette als Aktionszentrum gegen Europa gesteuert wurden.
29. auf 30. Dezember brachte das Sturmtief Jessica über der Nordsee Starkwinde am Land (176 km/h am Brocken, 107 km/h auf Helgoland).
Das Tief Karla erreichte als Atlantiktief des Jütland-Typs schon über Südengland und Nordfrankreich Windgeschwindigkeiten über 100 km/h (111 km/h auf der Isle of Portland).
In der Nacht vom 30. auf den 31. Dezember 2006 zog es mit Orkanstärke von bis zu 150 km/h durch Norddeutschland und Süddänemark. Die Spitzengeschwindigkeit wurde mit 176 km/h auf der Insel Hiddensee in Mecklenburg-Vorpommern gemessen. Nach Berechnungen war Karla über der Nordsee – zusammen mit Sturmtief Britta Ende Oktober – der stärkste Sturm in diesem Jahr.
Bereits einen Tag danach folgte das Orkantief Lotte, ebenfalls vom Jütland-Typ, mit bis 2. Januar etwas schwächeren, aber auch weiter südlich greifendem Sturm (156 km/h am Wendelstein), und Starkregen (84,3 mm/24 h auf der Krunkelbachhütte, Baden-Württemberg).
Die Wintersaison 2006/07 brachte insgesamt zahlreiche intensive schnellziehende Tiefs, so die Orkane Yanqiu (26./27. Oktober), Britta (30. Oktober/1. November) und Sturm Vera (8. Dezember), und danach  die Orkane  Franz (11. Januar), Per (14. Januar) und dann Kyrill (18./19. Januar), einen der schwersten Stürme der jüngeren Geschichte.

## Folgen
Der Sturm brachte in Norddeutschland und in Nordrhein-Westfalen Bäume zum Umstürzen; es wurden auch Verkehrsschilder, Ampeln und Baustellenabsperrungen umgerissen. Wegen herabstürzender Äste war vielerorts der Bahnverkehr beeinträchtigt. In Vordingborg wurde ein 180-Tonnen-Schiff auf Land geworfen. In der nordostpolnischen Region Masuren kam es zu Stromausfällen.